# Morristown (Dakota du Sud)
Pour les articles homonymes, voir Morristown.
Morristown est une municipalité américaine située dans le comté de Corson, dans l'État du Dakota du Sud. Selon le recensement de 2010, elle compte 67 habitants. La municipalité s'étend sur 0,35 milles carrés (0,91 km2).
La ville est fondée en 1907 lors de la prolongation du Milwaukee Railroad et l'arrivée de plus de 30 000 bêtes dans un ranch local. Elle doit son nom à Nels P. Morris, copropriétaire du ranch.

## Démographie
| 1910 | 1920 | 1930 | 1940 | 1950 | 1960 |
| ---- | ---- | ---- | ---- | ---- | ---- |
| 222  | 269  | 268  | 217  | 190  | 219  |

| 1970 | 1980 | 1990 | 2000 | 2010 | - |
| ---- | ---- | ---- | ---- | ---- | - |
| 144  | 127  | 64   | 82   | 67   | - |